# Бортник-Гулевата Марина Володимирівна
Бортник-Гулевата Марина Володимирівна (нар. 29 березня 1989, Хмельницький) — українська драматургиня, театрознавець, драматург, педагог, громадський діяч, журналістка, поетеса, волонтерка.

## Освіта
- Київський національний університет театру, кіно і телебачення імені Івана Карпенка-Карого
- 2006—2010 Кваліфікований рівень — бакалавр. Факультет театрального мистецтва. Спеціалізація театрознавство.
- 2010—2011 р. Кваліфікований рівень — магістр. Факультет театрального мистецтва. Спеціалізація театрознавство.
- З 2012 р. працює в Хмельницькому ліцеї № 17 керівником театрального гуртка.
- 2013—2015 рр. працювала в ХДШМ викладачем театральних дисциплін.
- З 2014 р. працює в Хмельницькому обласному академічному музично-драматичному театрі ім. М. Старицького керівником літературно-драматичної частини.
- З 2015 р. член  Національної Спілки журналістів України (НСЖУ).
- З 2016 р. член Національної Спілки театральних діячів.

Має ряд публікацій, в газетах «Голос України», «Столичные новости», «Проскурів», «Подільські вісті», журналах «Театрально концертний Київ», «Українець», «Дніпро». Творчі публіцистичні доробки розміщені на офіційному сайті Хмельницького обласного академічного музично-драматичного театру ім. М. Старицького.

## Робота
Керівник літературно-драматургічної частини Хмельницького обласного академічного музично-драматичного театру ім. М. Старицького. Керівник театрального гуртка Хмельницького ліцею № 17. Співзасновник, член Громадської організації «Центр розвитку театру „Час Т“»; співзасновник Громадської організації Кабінет допомоги вагітним жінкам та сім'ям з дітьми «Світанок».
Автор збірки віршів «Образ» (2006) та «Квіти під дощем» (2016).
Співавтор збірок «Творче Поділля», «Антологія сучасної новелістики та лірики України», Хмельницької поетичної антології «Плоскирів — Проскурів — Хмельницький».
Автор п'єси «Втеча з майбутнього» прем'єра вистави за якою відбулась в Хмельницькому обласному академічному музично-драматичному театрі ім. М. Старицького в травні 2016 року. Вистава розглядалась на отримання премії імені Лесі Українки та брала участь у всеукраїнському фестивалі «Арт-юкрейн», отримала схвальні відгуки від журі.
В лютому 2018 року з новим проектом постановки вистави на актуальну п'єсу «Свято онлайн» власного авторства, перемогла у конкурсі та отримала грант Президента України для молодих діячів театрального мистецтва. Нову постановку здійснив режисер Анатолій Пундик. У виставі порушуються питання проблем підлітків. Цього разу, річ йде про Інтернет та соціальні мережі. Зокрема, про групи, що спонукають підлітків до суїциду.
Прем'єра вистави «Свято онлайн» відбулася 12 грудня 2018 року.

## Премії та нагороди
Марина Бортник-Гулевата нагороджена грамотою Управління освіти Хмельницької міської ради «За вагомий внесок у збереження та розвиток учнівської художньої творчості, професіоналізм, сценічну культуру та високий рівень підготовки учнівських колективів» у 2014 році.
Відзначена грамотою Управління освіти Хмельницької міської ради за належну роботу по формуванню естетичної культури, розвиток здібностей та талантів, вдосконаленню виконавської майстерності учнів 2015 року.
2019 року Стипендіат Стипендії Президента України для молодих митців театрального мистецтва.